# Бувалкін Владислав Віталійович
Владисла́в Віта́лійович Бува́лкін (17 вересня 1979 — 20 березня 2022) — майстер-сержант Служби безпеки України. Герой України, повний кавалер ордена «За мужність». Позивний — «Туман»

## Життєпис
Народився 17 вересня 1979 року в сім'ї військовослужбовця. Дитячі роки минули на Сахаліні. У 8-річному віці після загибелі батька, разом з матір'ю переїхав до Полтави. Потім довгий час мешкав у м. Одесі, був успішним бізнесменом. Займався парашутним спортом та спортивною стрільбою.

### Російсько-українська війна
З початком війни на сході України в 2014 році Владислав та два його брати добровільно пішли до військкомату. Служив в Державній прикордонній службі України. Ризикуючи життям, старший матрос Бувалкін під артилерійським обстрілом повернувся на замінований українськими прикордонниками при відході перед переважаючими силами пункт пропуску «Довжанський». Головна мета: не залишити окупантам Прапор України, вивішений на сторожовій вишці. Після того, як вийшли з оточення, перший дзвінок відважного воїна був до сина. 
У 2019 році служив у Службі безпеки України.
20 березня 2022 року в складі групи підрозділу спецпризначення Служби безпеки України Владислав Бувалкін з військовослужбовцями ЗСУ здійснили вогневе ураження особового складу окупанта та ймовірного місця розташування ворожого штабу біля селища Макарова Київської області. Повертаючись із завдання, група потрапила під танковий обстріл. Унаслідок вибуху він та майстер-сержант Олександр Макаренко загинули.

### Похорон
23 березня 2022 року відбулося прощання з Владиславом Бувалкіним у Київському крематорії. Прах Героя України похований у колумбарії Байкового кладовища, біля центрального входу.

Могила Владислава Бувалкіна, Байкове кладовище

16 квітня 2022 року в День довкілля дружина Владислава Бувалкіна Маргарита із сином Даніїлом взяла участь в акції «Ліс Перемоги» на території Рожанського лісництва поблизу села Нижня Рожанка Славської селищної громади Стрийського району Львівської області. На цю акцію Маргарита привезла зі собою в невеличкій урні прах Владислава. Посадивши кілька маленьких ялиць, вона підживила їх цим прахом. «Ми зробили так, щоб продовжити життя мого чоловіка і батька Даніїла. Хочемо, щоб у Карпатах росли дерева в його пам'ять. Раніше щороку всією сім'єю приїжджали сюди відпочивати. Торішнім літом пройшли весь Чорногірський хребет» — сказала вона. Щоб запам'ятати місце іменних ялиць, коли прийдуть з часом «провідати» їх, Маргарита позначила їх зеленою банданою. А головний лісничий Славського держлісгоспу Андрій Колодяжний додатково зафіксував геолокацію деревець, посаджених на честь героя-одесита Владислава Бувалкіна.

## Сім'я
Був одружений. Дружина — Маргарита Бувалкіна, син — Даніїл.

## Нагороди
- Звання Герой України з удостоєнням ордена «Золота Зірка» (2022, посмертно)[2]
- Орден «За мужність» I ст. (21 березня 2019) — за особисті заслуги у зміцненні національної безпеки, мужність, високий професіоналізм та зразкове виконання службового обов'язку.[4]
- Орден «За мужність» II ст. (12 жовтня 2016) — за вагомий особистий внесок у зміцнення обороноздатності Української держави, мужність, самовідданість і високий професіоналізм, виявлені під час бойових дій та при виконанні службових обов'язків.[5]
- Орден «За мужність» III ст. (6 жовтня 2014) — за особисту мужність і героїзм, виявлені у захисті державного суверенітету та територіальної цілісності України.[6]
- Відзнака Президента України «За участь в антитерористичній операції»[7]

29 серпня 2022 року в День пам'яті захисників України, які загинули в боротьбі за незалежність, суверенітет і територіальну цілісність нашої держави, Президент України Володимир Зеленський передав орден «Золота Зірка» членам родини загиблого Героя України.

## Вшанування пам'яті
26 березня 2024 року вулицю Генерала Бочарова в Одесі перейменовано на вулицю Владислава Бувалкіна.

## Медіа матеріали
БУВАЛКІН ВЛАДИСЛАВ ВІТАЛІЙОВИЧ - У пам'ять про Героїв України